# Карри, Том
Том Ка́рри (англ. Tom Curry; 1 сентября 1894, Саут-Шилдс, Англия — 6 февраля 1958, Мюнхен, Западная Германия) — английский футболист, выступавший на позиции хавбека за «Ньюкасл Юнайтед» и «Стокпорт Каунти» в 1920-е годы. После завершения карьеры игрока стал тренером. Работал на тренерских должностях в клубах «Карлайл Юнайтед» и «Манчестер Юнайтед».

## Биография
Карри родился и вырос в Саут-Шилдс, графство Дарем, где и начал играть за местный клуб «Ньюкасл Юнайтед» в 1912 году. Его карьера была прервана из-за войны, во время которой он был сержантом в Корпусе королевских инженеров. После войны продолжил выступления за «Ньюкасл». Он выступал на позиции хавбека, проведя за клуб 235 матчей и забив 5 мячей. В 1929 году перешёл в «Стокпорт Каунти», за который отыграл один сезон, после чего повесил бутсы на гвоздь.
В 1930 году Карри завершил карьеру игрока и стал тренером. С 1930 по 1934 годы работал в тренерском штабе клуба «Карлайл Юнайтед». В 1934 был приглашён в «Манчестер Юнайтед», который на тот момент тренировал Скотт Дункан. После окончания Второй мировой войны Карри продолжил работу в клубе уже под руководством Мэтта Басби и Джимми Мерфи.
В начале февраля 1958 года Карри отправился с командой в Югославию на четвертьфинальный матч Кубка европейских чемпионов против «Црвены Звезды». На обратном пути самолёт приземлился в Мюнхене для дозаправки. При попытке взлёта самолёт с игроками и тренерами «Манчестер Юнайтед» на борту потерпел крушение, в котором погибло более половины пассажиров. Среди погибших был Том Карри. В мюнхенской авиакатастрофе погибло 8 футболистов «Юнайтед» из знаменитого состава «малышей Басби».
Тело Карри было кремировано в Манчестере.
В феврале 2018 года, накануне 60-й годовщины мюнхенской трагедии, было объявлено, что на доме, где Том Карри прожил 24 года со своей женой и детьми, установят памятную табличку. Дом расположен в Ферсвуде, Стретфорд, неподалёку от стадиона «Олд Траффорд». Церемония прошла 4 февраля 2018 года, на ней присутствовали внучки Тома.